# Anna ophiorrhizoides
Anna ophiorrhizoides — вид цветковых растений рода Анна семейства Геснериевые (Gesneriaceae). Полукустарник.

## Ботаническое описание
В данном описании в основном приводятся признаки отличные от базового описания рода Анна.
Стебель с междоузлиями от 0,2 до 5 см длиной. Листья черешковые, серповидные, ланцетные; адаксиальная сторонас редким мягким опушением, абаксиальная с опушением по Жилкам; неяснозубчатые, верхушка острая или заострённая; боковых жилок от 6 до 8 пар.
Цветонос 1,5 - 4 см, голый. Прицветники листоподобные, белого цвета, голые, обратнояйцевидные. Соцветия цимозные, пазушные, малоцветковые, поникающие. Чашечка белого цвета, чашелистики голые или железисто-опушённые, на верхушке острые или закруглённые, изредка выемчатые. 
Венчик белый до желтоватого, 4,5-5 см в диаметре, снаружи голый или с волосками, с двугубым отгибом; адаксиальная губа 2-лопастная 5 мм, абаксиальная 3-лопастная, средняя доля 8-10 мм, боковые 5 мм; лопасти отгиба округлые.
тычинок 4; прикреплены попарно, короткие — 1 см, к адаксиальной, а более длинная пара, около 1,4 см, к абаксиальной стороне трубки венчика; имеются стаминодии около 1,2 мм длиной.
Пестик около 2,2 - 2,6 см длиной, голый или с железистыми волосками.
Плод — коробочка, длиной около 6-8 см. Семена с придатком 0,5 мм длиной.
Цветение длится с июля по октябрь, созревание плодов в октябре.

## Ареал и местообитание
Китай: Сычуань, Гуйчжоу. Растет на травянистых склонах, в расщелинах скал в лесах, у ручьёв, на высоте 900-1700 м над уровнем моря.

## Хозяйственное значение и применение
Выращивается как декоративное растение.

## Синонимика
- Didissandra sinoophiorrhizoides W.T.Wang
- Didymocarpus cavaleriei H.Lév.
- Lysionotus ophiorrhizoides Hemsl.[3]